# キタノ工務店
『キタノ工務店』（きたのこうむてん）は、2014年10月12日にフジテレビで深夜1:35～3:35（フジバラナイトSAT内）に放送されたバラエティ番組である。

## 番組の概要
架空の会社「キタノ工務店」の社長のビートたけしが、世の中にいる超一流の達人たちに無理難題を特別発注し、前代未聞のスゴ技を披露してもらうという企画の特別番組。
番組には日本の特撮界で超一流のジオラマ作家や、ラジコンヘリでの空撮のスゴ技（「空から日本を見てみよう」のパロディで「空から竹山を見てみよう」を制作）、石でバランスアートを作る達人、折り紙創作家、野球のノックでピッチングの代わりが出来る達人などが登場。
番組のスタッフは「VS嵐」、「ゲームセンターCX」の一部スタッフが制作に携わっている。
なおビートたけしが「たけしのコマ大数学科」終了後にフジテレビの深夜番組に出演するのは、「さんま・中居の今夜も眠れない」以来となる。またこの番組が放送した6日後の10月17日の深夜には「たけしのダンカン馬鹿野郎!!」が放送された。

## 主な出演者
- ビートたけし（社長）
- タカアンドトシ（社員）
- 永島優美フジテレビアナウンサー（秘書）
  - お目付け役（ゲスト）
- 勝俣州和
- 中川翔子
- 中村アン
- 渡部建
- 橋本マナミ
- 篠原菊紀（脳科学者）
  - VTR出演
- ラモス瑠偉
- 竹内力
- カンニング竹山（スタジオ乱入後、お目付け役にも後半出演）
- 水道橋博士
- 無法松
- お宮の松
- 駒田徳広
- 中村光宏フジテレビアナウンサー（野球企画の実況）

## スタッフ
- ナレーター：服部伴蔵門、中村仁美（フジテレビアナウンサー）
- 構成：町田裕章／木村圭太、田中裕作
- 技術：ニューテレス、fmt、サンフォニックス
- CG：岡本英士
- 編集・MA：IMAGICA
- 音効：星裕介
- TK：槇加奈子
- 美術：フジアール
- 広報：平井隆
- リサーチ：リベラス、フォーミュレーション
- 制作協力：ガスコイン・カンパニー、ザ・スピングラス、K-max
- 協力：トーフナ映像株式会社、DORAMA
- AD：片山雄貴
- デスク：福田有岐
- AP：土屋恵美、原田このみ
- ディレクター：中内竜也、菅剛史、荷見基成、篠崎友和、山本健太、井上侑也
- プロデューサー：双川正文、金佐智絵、大内登、岡村恭子、千葉洋美
- チーフプロデューサー：三浦淳
- 企画・演出：萬匠祐基
- 制作著作：フジテレビ